# سانت أغابيتو
سانت أغابيتو هي بلدية في مقاطعة إزرنية في منطقة مليزة بجنوب إيطاليا، وتقع على بعد حوالي 40 كيلومتر (25 ميل) غرب كمبباسة وحوالي 6 كيلومتر (4 ميل) جنوب إزرنية.